# Куинтън Джаксън
Куинтън Рамон Джаксън (на английски: Quinton Ramone "Rampage" Jackson) е американски професионален ММА боец, актьор и бивш кеч борец, който има договор с Белатор MMA. Той е бивш Световен шампион в лека-тежка категория на шампионата UFC. Благодарение на своята ексцентрична индивидуалност и агресивен стил на водене на боевете, Джексън става звезда в Япония по време на престоя си в шампионата Pride FC, след което преминава в UFC, като неговото представяне допринася значително за популярността на ММА в световен мащаб.

## Ранни години
Джаксън е роден в град Мемфис, щата Тенеси, като има трудно детство. Започва да продава наркотици от ранна възраст, участва в много улични боеве. Джаксън прави първи крачки в бойните спортове, започвайки да тренира борба в гимназията. Печели няколко отличия в шампионата All-State, и завършва пети в националното първенство категория до 86 кг. В гимназията Джаксън се сприятелява с бъдещия боец от Bellator в лека-тежка категория Джейкъб Ной, който е ММА боец практикуващ основно карате. Той учи Джаксън на ударни техники, в замяна на техники от борбата, които Джаксън го учи. Първоначално Джаксън възнамерява да продължи кариерата си в професионалния кеч след като завърши гимназия, но в крайна сметка открива възможността да стане професионалист в смесените бойни изкуства. Започва да тренира в Лас Вегас с боеца Люис Румбъл.

## Филмография
- 2019 – Acceleration / Ускорение
- 2016 – Never Back Down: No Surrender / Никога не се предавай 3
- 2010 – The A-Team / А отборът
- 2009 – Never Surrender / Никога не се предавай
- 2009 – Death Warrior / Воин на смъртта
- 2008 – The Midnight Meat Train / Среднощен влак за месо